# IBC Vehicles
IBC Vehicles (GMM Manufacturing Luton) — производитель автомобилей, имеющий производство в Лутоне. Работает как дочернее предприятие Vauxhall Motors. В настоящее время производит фургоны Vauxhall Vivaro, Opel Vivaro, Citroën Dispatch и Peugeot Expert.

## История
Компания создана в 1986 году после реорганизации. Заводы Bedford Vehicles, производившие легкие фургоны, были реорганизованы в совместное предприятие Isuzu. Новая компания получила название IBC Vehicles (Isuzu Bedford Company). Занималась производством Bedford Midi и Bedford Rascal.
Компания произвела множество других моделей Isuzu под названием Bedford, таких как грузовики Bedford Brava и Bedford NKR, а также импортировала некоторые модели Isuzu. В 1998 году General Motors вывела Isuzu из партнерства и переименовала компанию в GMM Manufacturing Luton.
General Motors продала Opel и Vauxhall компании Stellantis, и завод GMM Luton Manufacturing был также продан Stellantis.
В настоящее время занимается производством различных фургонов марок Opel, Vauxhall, Citroen, Renault и Peugeot, импортирует некоторые модели Fiat. General Motors больше не имеет завода по производству грузовых автомобилей в Европе и, вероятно, не планирует его открывать, сосредоточившись в основном на американском производстве.

## Модели
- Bedford Midi
- Bedford Astramax
- Bedford Rascal
- Bedford Brava
- Bedford NKR
- Vauxhall Arena
- Vauxhall Vivaro
- Opel Arena
- Opel Vivaro
- Citroen Dispatch
- Peuegot Expert